# Vivario
 Vivario  là một xã ở tỉnh Haute-Corse trên đảo Corse, Pháp. Xã này có diện tích 85 km², dân số năm 1999 là 509 người. Khu vực này có độ cao nhất là 760 mét trên mực nước biển.